# Zuidelijke kastanjestaartmiervogel
De zuidelijke kastanjestaartmiervogel (Sciaphylax hemimelaena) is een zangvogel uit de familie Thamnophilidae (miervogels).

## Verspreiding en leefgebied
Deze soort komt voor in het zuiden van het Amazonegebied en telt twee ondersoorten:
- S. h. hemimelaena: oostelijk Peru, noordwestelijk Bolivia en amazonisch zuidwestelijk Brazilië.
- S. h. pallens: noordoostelijk Bolivia en zuidelijk-centraal Brazilië.

## Status
De grootte van de populatie is niet gekwantificeerd maar de soort wordt omschreven als vrij algemeen. Op de Rode lijst van de IUCN heeft deze soort de status niet bedreigd.